# 세르게이 악쇼노프

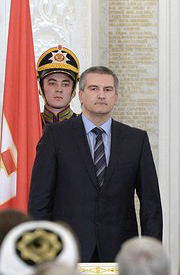
세르게이 악쇼노프

세르게이 발레리예비치 악쇼노프(러시아어: Сергей Валерьевич Аксёнов, 우크라이나어: Сергій Валерійович Аксьонов, 1972년 11월 26일 ~ )는 러시아령 크림 공화국의 정치가이다. 소련 몰도바 공화국 벌치에서 태어났으며 1989년 크림반도로 이주했다. 2008년에 정치가로서의 첫 발을 내디뎠고, 2010년에 실시된 크림 자치 공화국 총선거에서 4%의 지지율(크림 자치 공화국 최고회의 전체 의석 100석 가운데 3석)을 얻은 친(親)러시아 성향의 정당인 러시아인 통합(Русское Единство) 소속으로 크림 최고회의 의원이 되었다.
2014년 크림 위기 과정에서 2월 27일 사실상 크림 자치 공화국의 총리가 되었다. 크림 자치 공화국 총리의 임명은 우크라이나의 대통령에 의하여 이루어지지만 악쇼노프는 그런 과정을 거치지 않았다. 3월 11일에는 주민투표를 주도하였고 그 결과 3월 18일에 블라디미르 푸틴 러시아 연방 대통령이 크림 공화국의 러시아 연방 귀속을 위한 합병 조약을 체결하였다. 그 뒤 크림 내각회의 수반으로 있다가 4월 14일 크림 공화국의 초대 수반(러시아어: Глава Российской Республики Крым)으로 임명되었으며, 10월 9일 정식 취임하였다.
블라디미르 콘스탄티노프 크림공화국 의회 의장과 함께 헌정 질서 파괴, 국가 권력 찬탈 시도 등의 혐의로 우크라이나 검찰에 의해 기소되었으며, 2014년 3월 5일 키예프 셰프첸코프스크 구역 법원에 의해 체포 영장이 발부되었다.
| 전임 초대 | 크림 공화국의 수반 2014년 4월 14일- | 후임 현직 |

| 전임 아나톨리 모힐로프 (재임 2011년 - 2014년) | 크림 자치 공화국의 총리 2014년 2월 27일-2014년 3월 17일 | 후임 (사실상 폐지) |